# 台北駐日経済文化代表処

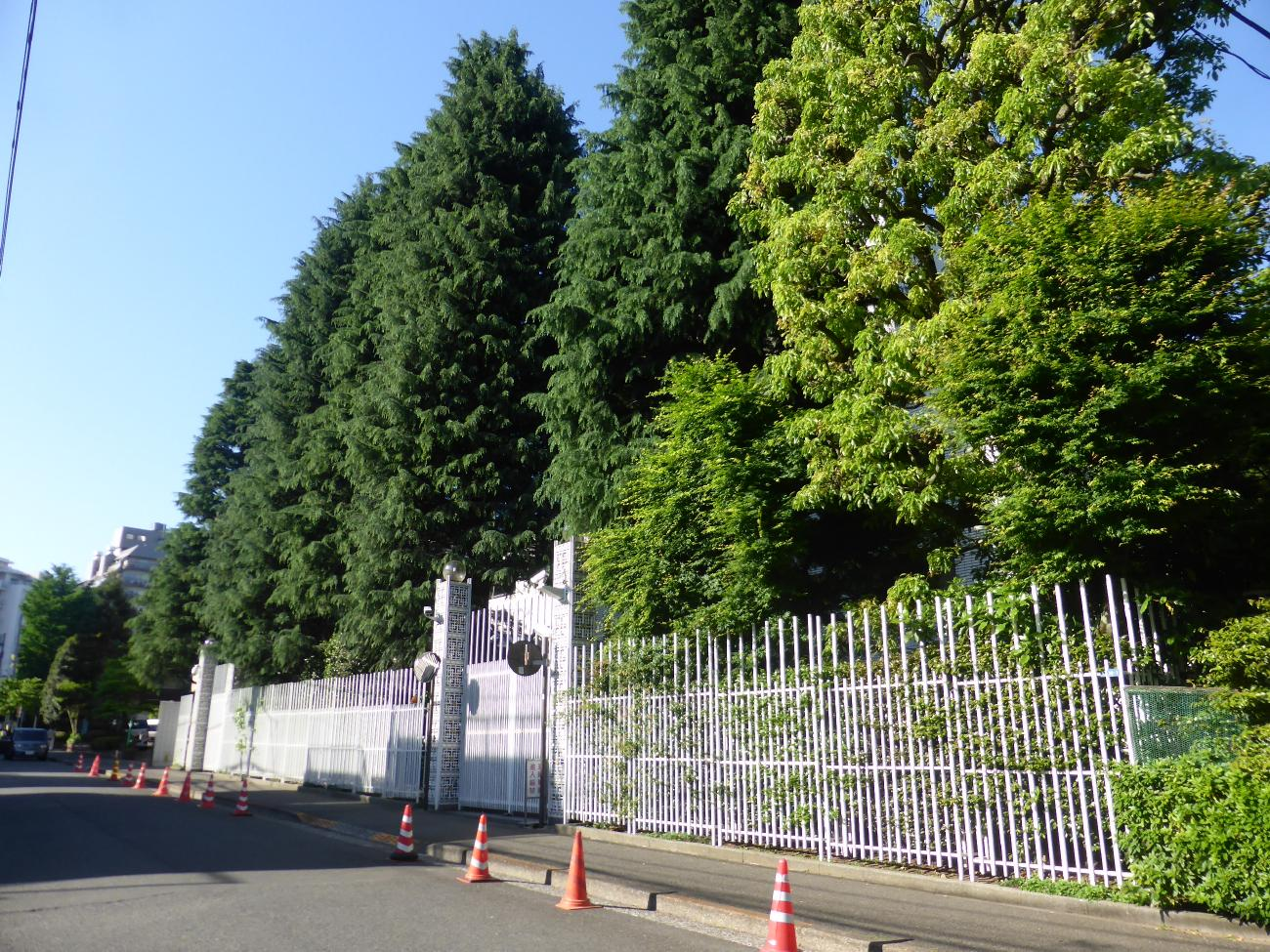
通用口側は高い木で日よけしている

台北駐日経済文化代表処（タイペイちゅうにちけいざいぶんかだいひょうしょ、繁体字中国語: 臺北駐日經濟文化代表處、英語: Taipei Economic and Cultural Representative Office in Japan、英略称: TECO-Japan）、あるいは中華民国駐日本代表処（ちゅうかみんこくちゅうにほんだいひょうしょ、繁体字中国語: 中華民國駐日本代表處）は、中華民国（台湾）の日本における外交代表機構である。一つの中国政策による制約のため、中華民国と日本の正式な外交関係はないが、日華両国は民間機関という名目で外交代表機構を設立している。ただし、中華民国外交部は当該の代表処を大使館級の外交機構として位置づけており、処長の肩書きに2012年9月1日から大使の名称（駐日中華民国大使）が付与されたが、対外的には依然として「代表」（駐日中華民国代表）と称している。代表処の本部は東京にあり、領事館としての機能を持つ五つの支部が設置されている。

## 概説
1972年9月29日、日本は中華人民共和国と国交を樹立したが、それは同時に一つの中国政策に基く中華民国との断交をもたらした。1972年12月2日、中華民国行政院は亜東関係協会を設立して、対日関係の事務手続きの責務を担わせた。1992年、亜東関係協会東京弁事処（繁体字中国語: 亞東關係協會東京辦事處）が台北駐日経済文化代表処に改名された。
日本が台湾に設置しているカウンターパートは、日本台湾交流協会の台北事務所・高雄事務所である。
代表処には「台北」の名が付いているため、台北市の対外機関であると誤解されやすい。そのため、2017年1月1日の日本台湾交流協会の改称に伴い、駐日代表謝長廷は、日本の民衆が外交機関としての地位と機能を明確に理解できるよう、代表処の職員は対外的に「台湾駐日代表処」の名称を使ってよいと指示した。

## 拠点・領事管轄区域
| 拠点 | 拠点                             | 所在地           | 領事管轄区域 | 備考 |
| ---- | -------------------------------- | ---------------- | --- | --- |
|      | 台北駐日経済文化代表処           | 東京都港区白金台 | 東京都、青森県、岩手県、宮城県、秋田県、福島県、茨城県、栃木県、群馬県、埼玉県、千葉県、新潟県、山形県、山梨県、長野県                                           | |
|      | 台北駐大阪経済文化弁事処         | 大阪府大阪市     | 岐阜県、愛知県、滋賀県、京都府、大阪府、兵庫県、富山県、石川県、福井県、三重県、奈良県、和歌山県、岡山県、広島県、鳥取県、島根県、愛媛県、徳島県、高知県、香川県 | |
|      | 台北駐日経済文化代表処横浜分処   | 神奈川県横浜市   | 神奈川県、静岡県 | |
|      | 台北駐日経済文化代表処那覇分処   | 沖縄県那覇市     | 沖縄県 | アメリカが沖縄を統治していた1958年3月、中華民国政府は琉球に「中琉文化経済協会」を設立した。その後、1972年5月に沖縄返還があり、同年9月には日本と中華民国が断交した。当時、中華民国政府は琉球の主権について意見が異なっていたため、那覇の外交代表処は亜東関係協会に属しておらず、中華民国外交部隷下の独立機関として「中琉文化経済協会駐琉球弁事処」と命名された。 2006年5月、中華民国外交部は当初「台北駐日経済文化代表処駐琉球弁事処」に改名する計画であったが、最終的に2007年2月、「台北駐日経済文化代表処那覇分処」と改称された。 |
|      | 台北駐日経済文化代表処札幌分処   | 北海道札幌市     | 北海道 | 2009年12月に設立。 |
|      | 台北駐大阪経済文化弁事処福岡分処 | 福岡県福岡市     | 福岡県、熊本県、大分県、宮崎県、鹿児島県、長崎県、佐賀県、山口県                                                                                                 | 在長崎中華民国領事館を前身とする。1970年7月に福岡市へ移転し、在福岡中華民国総領事館に昇格する。1972年の日本と中華民国の断交後、改めて亜東関係協会駐大阪弁事処福岡分処として設置され、1992年に現行の名称に改称された。 |

## 分処

### 那覇分処
沖縄が米国施政権下にあった1958年3月、中華民国で沖縄との交流促進を目的とする「中琉文化経済協会」が発足。1972年5月の沖縄返還と同年9月の日華国交断絶により「亜東関係協会」が設置された後も「中琉文化経済協会駐琉球弁事処」の名義を維持した。「琉球」の名称を用いてきたのは、中華民国政府が、琉球王国が中国の明朝および清朝に朝貢していたことなどを根拠に、沖縄が中国（中華民国）の主権に属する、もしくは日本の主権に属しない独立国、との立場をとってきたことが背景にある。そのため、代表処や横浜、大阪、福岡の弁事処・分処が亜東関係協会の出先機関であるのと異なり、駐琉球弁事処だけが亜東関係協会から独立した外交部直轄組織として位置づけられていた。
2006年5月30日、外交部が名称を「台北駐日経済文化代表処駐琉球弁事処」に変更すると発表。このとき、駐琉球弁事処の陳桎宏代表は、外交部出先機関の存在をもって琉球（沖縄）の日本帰属を否定していないことを示していると説明した。その後、改称後は「琉球」の名称を使用しないことに決定、2007年2月、現在の「台北駐日経済文化代表処那覇分処」に正式に変更された。この名称変更について、代表処の朱文清広報部長は「貿易や人の往来など台湾と沖縄の関係は密接になってきている。沖縄や日本との交流を強化するために変更した」と説明した。

### 札幌分処
2009年12月1日に札幌分処が開設された。北海道を訪れる台湾人観光客の増加や台湾の台日特別パートナーシップ政策によるもので、駐日代表処が新たな事務所を開設するのは30年ぶり。